# Músculo liso
El músculo liso se compone de células importantes en forma de huso, llamadas leiomiocitos, células músculares lisas o fibrocélulas de Kölliker, en honor a su descubridor. Carecen de estrías transversales aunque muestran ligeramente estrías longitudinales. El músculo liso se localiza en diferentes órganos, entre ellos el esófago, el estómago, el intestino, los vasos sanguíneos, el útero y la vejiga urinaria.

## Proceso contráctil en el músculo liso

### Estructura molecular
Una parte sustancial del volumen del citoplasma de las células del músculo liso, está  ocupada por las moléculas miosina y actina, que juntas tienen la capacidad de contraerse y, a través de una cadena de estructuras de tracción, hacer que todo el tejido del músculo liso se contraiga con ellos.
La proporción de actina a miosina está entre 2:1 y 10:1 en el músculo liso. Por el contrario, la miosina es la proteína dominante en el músculo esquelético estriado con la proporción de actina a miosina que se encuentra en el rango de 1:2 a :3. Un valor típico para adultos jóvenes sanos es 1:2.2.
El músculo liso no contiene la proteína troponina; en su lugar tiene a la calmodulina (que toma en el papel regulador en el músculo liso), caldesmón y calponina, proteínas importantes expresadas dentro del músculo liso.
La tropomiosina está presente en el músculo liso, abarca siete monómeros de actina y se coloca de un extremo a otro en toda la longitud de los filamentos delgados. En el músculo estriado, la tropomiosina sirve para bloquear las interacciones actina-miosina hasta que haya calcio presente, pero en el músculo liso se desconoce su función. Las moléculas de calponina pueden existir en igual número que la actina y se ha propuesto que es una proteína portadora de carga. Se ha sugerido que el caldesmon está involucrado en la unión de actina, miosina y tropomiosina y, por lo tanto, mejora la capacidad del músculo liso para mantener la tensión.
Además, estas tres proteínas pueden tener un papel en la inhibición de la actividad ATPasa del complejo de miosina que, de otro modo, proporciona energía para impulsar la contracción muscular.

### Fundamentos físicos de la contracción del músculo liso

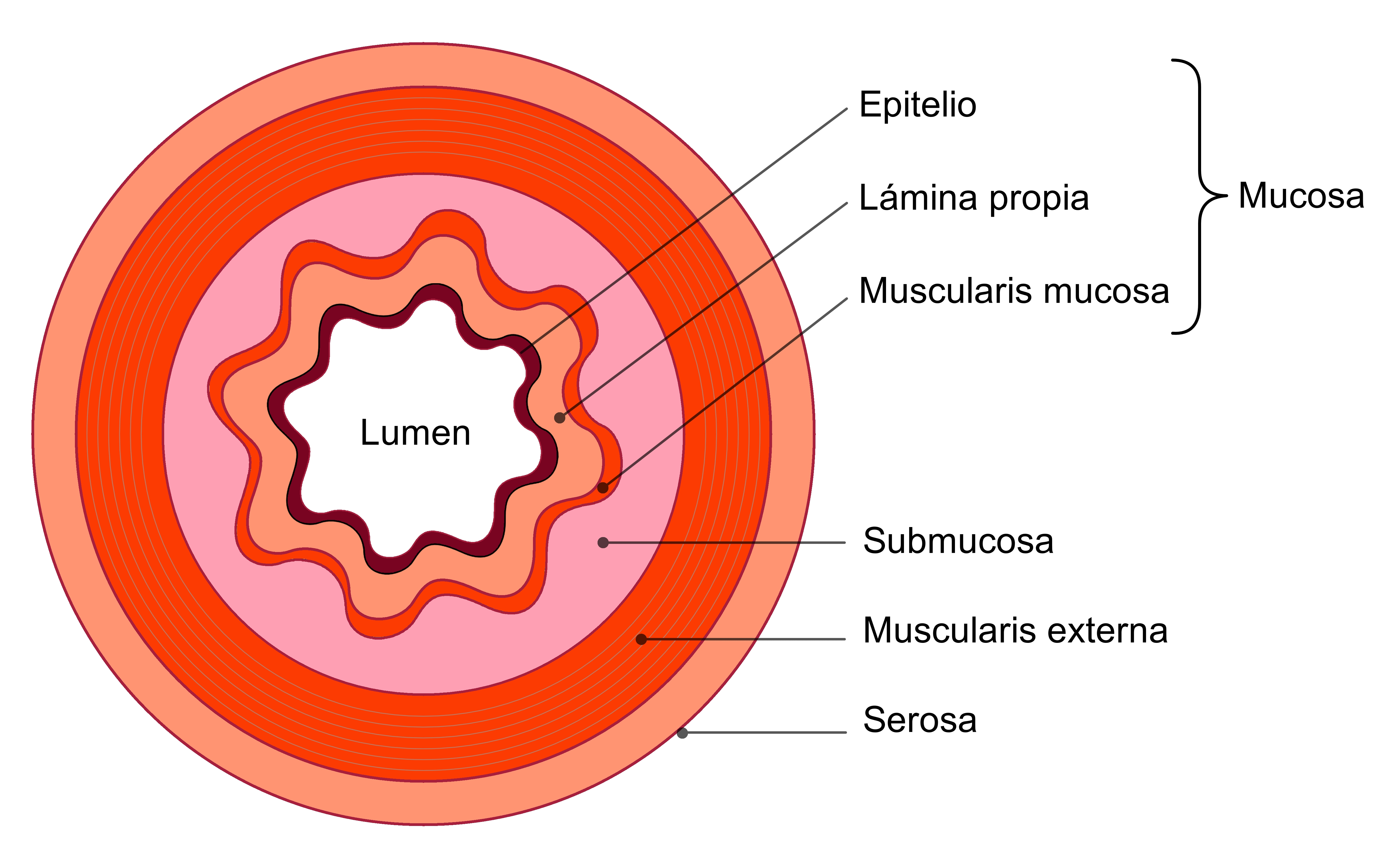
Esquema de la pared del tubo digestivo. Es visible la capa de músculo liso (muscularis externa)

El músculo liso tiene la disposición estriada de los filamentos de actina y miosina que se aprecia en el músculo esquelético. Las fibras contienen grandes cantidades de filamentos de actina que se encuentran unidos a unas estructuras denominadas cuerpos densos. Algunos de estos cuerpos densos están unidos a la membrana celular.

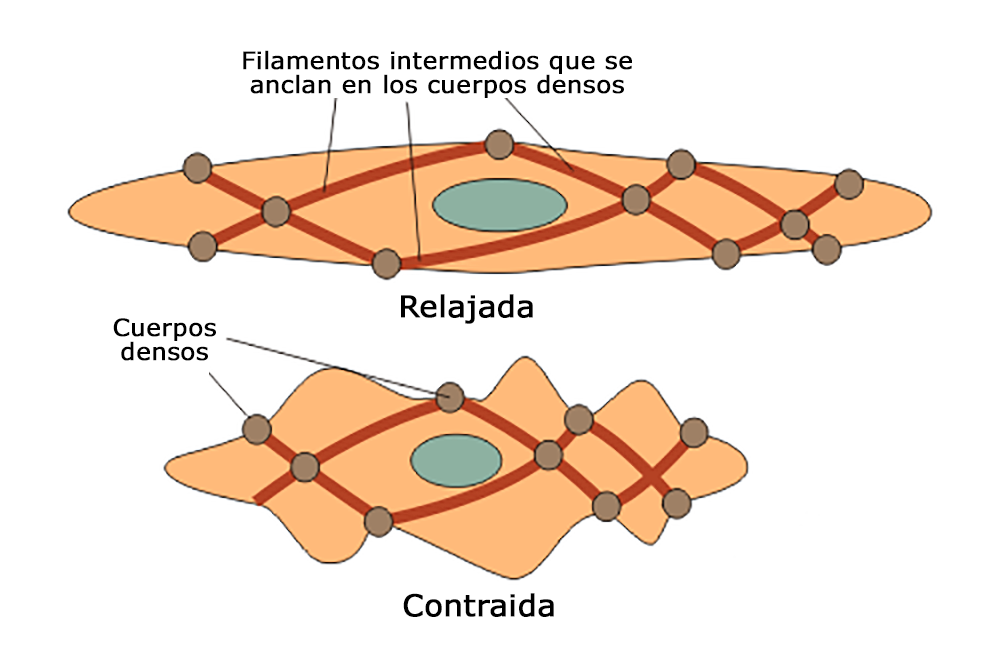
Proceso de contracción de una célula de músculo liso.

## Clasificación

El músculo dilatador del ojo es un músculo liso multiunitario.

Existen dos tipos de tejido muscular liso: el tejido muscular liso multiunitario y el unitario.
El tejido muscular liso multiunitario. Las células son independientes unas de otras y no están unidas por uniones comunicantes. Las fibras pueden contraerse de manera independiente. Se presenta en aquellos órganos en los que es necesario un ajuste muy preciso del grado de contracción. Se encuentra en la pared de las grandes arterias, pared de los bronquios, músculos del iris (músculo esfínter del iris y músculo dilatador del iris), músculo ciliar del ojo y músculos piloerectores.
El tejido muscular liso unitario. Se denomina músculo liso sincitial o  también visceral porque se encuentra en la pared de diferentes vísceras del tubo digestivo . El término «unitario» no se refiere a fibras musculares únicas, sino a masa de cientos a miles de fibras musculares lisas que se contraen juntas como una única unidad. Las fibras no pueden contraerse independientemente las unas de las otras. La  excitación  se  transmite de una célula a las próximas a través de uniones de comunicación. Por este motivo todas las  células  musculares  de  la  unidad  motora  se contraen o relajan en conjunto.  Se encuentra en la pared del estómago, intestino, útero y vejiga urinaria.